# L'Homme des cavernes
Pour les articles homonymes, voir Homme des cavernes (homonymie).
L'Homme des cavernes (Caveman) est un film américain écrit et réalisé par Carl Gottlieb et financé par George Harrison sorti en 1981.

## Synopsis
Atouk (Ringo Starr) est amoureux de Lana (Barbara Bach), la femme du chef Tonda (John Matuszak). Il lui offre des cadeaux mais elle les redonne à son compagnon. Ayant usé d'un stratagème pour enlever Lana, il échoue et se fait chasser de la tribu. Atouk rencontre Tala, une jolie blonde qui tombe amoureuse de lui, mais il s'obstine à vouloir conquérir Lana. Après plusieurs péripéties, dont la découverte de l'utilisation du feu (et de la volaille rôtie), Atouk emploie des armes nouvelles et parvient à triompher de Tonda en combat singulier. Lana s'offre alors enfin à lui, au grand dam de Tala. Mais, au dernier moment, Atouk répudie Lana et proclame son union avec Tala.

## Fiche technique
- Titre original : Caveman
- Réalisation : Carl Gottlieb
- Production : David Foster et Lawrence Turman
- Scénario : Rudy De Luca et Carl Gottlieb
- Photographie : Alan Hume
- Musique : Lalo Schifrin
- Montage : Gene Fowler Jr.
- Durée : 91 minutes
- Genre : comédie
- Dates de sortie :
  - États-Unis : 17 avril 1981
  - France : 8 juillet 1981
- Affiche : Jouineau Bourduge (France)

## Distribution
- Ringo Starr : Atouk
- Dennis Quaid : Lar
- Shelley Long : Tala
- Jack Gilford : Gog
- Barbara Bach : Lana
- Evan C. Kim : Nook
- Carl Lumbly : Bork
- John Matuszak : Tonda
- Avery Schreiber : Ock